# آغلی
آغلی (به ترکی استانبولی: Ağlı) یک منطقهٔ مسکونی در ترکیه است که در استان قسطمونی واقع شده‌است. آغلی ۱٬۲۴۰ متر بالاتر از سطح دریا واقع شده‌است.